# Lamotte-du-Rhône
Lamotte-du-Rhône település Franciaországban, Vaucluse megyében. Lakosainak száma 397 fő (2022. január 1.). Lamotte-du-Rhône Saint-Just-d’Ardèche, Pont-Saint-Esprit, Bollène, Lapalud és Mondragon községekkel határos.

## Népesség
A település népességének változása:
| Lakosok száma | 399  | 401  | 400  | 398  | 396  | 395  | 394  | 391  | 397  |
|               | 2013 | 2015 | 2016 | 2017 | 2018 | 2019 | 2020 | 2021 | 2022 |